# Файс

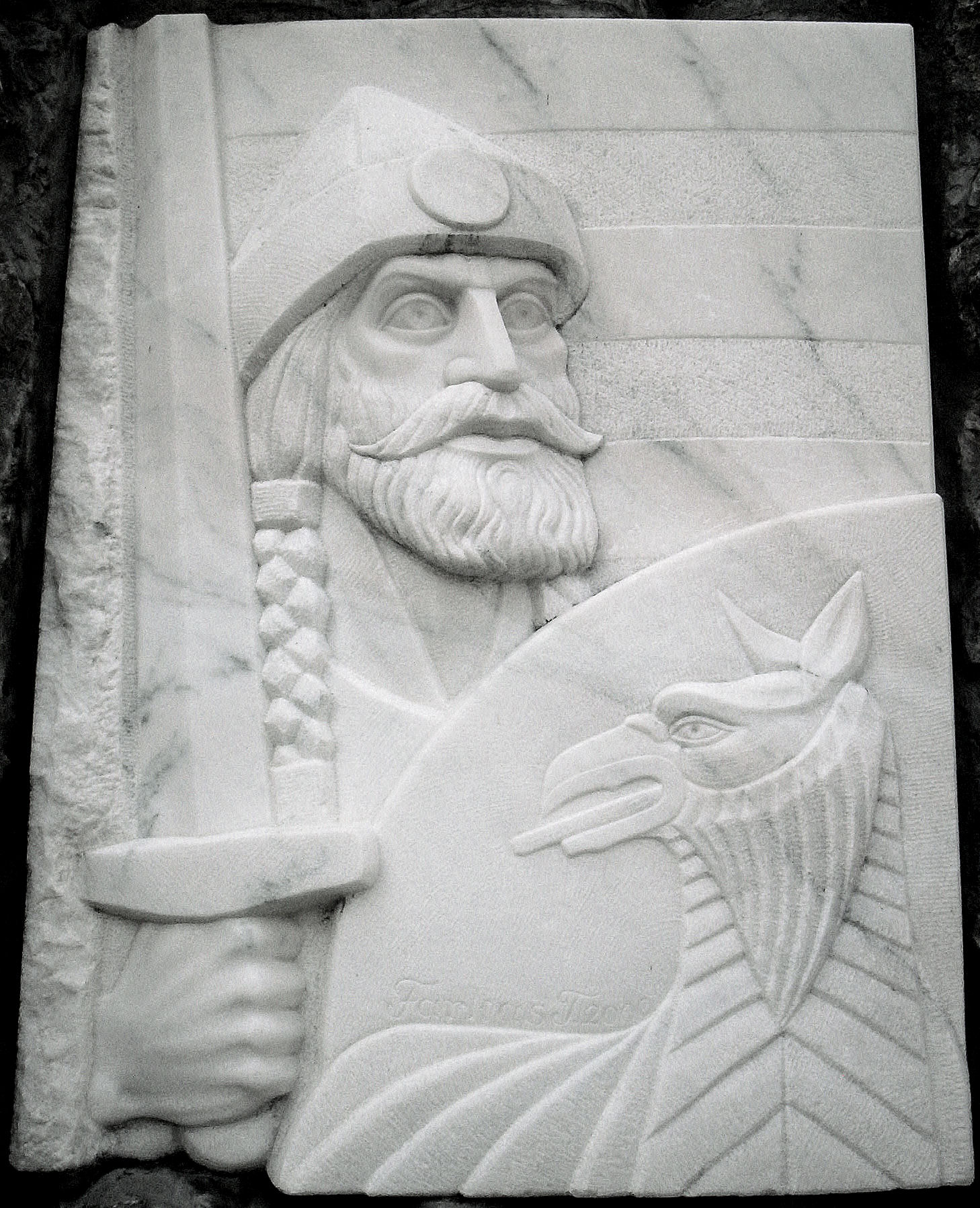
Пам'ятник Файсу на березі Дунаю.

Файс — надьфейеделем угорців (945—955). Син Юташа, онук Арпада.

## Відносини з німцями
В правління Файса Угорщина залишалась розділеною. Сусіднє Німецьке королівство консолідувалось під владою Саксонської династії, що дозволило німцям перейти від оборонних дій в війні з угорцями до наступальних. В 950 році Баварський герцог Генріх I вдерся на територію Угорщини і, здійснивши спустошливий рейд, безперешкодно повернувся зі здобиччю і полоненими. Це був перший випадок вторгнення ворожих військ в Угорські землі з часів Братиславської битви, тобто з 907 року. До цього часу атакуючими були майже у всіх випадках угорці, нападів яких боялась вся континентальна Європа.
| Попередник Золта |  | Надьфейеделем 947-950 |  | Наступник Такшонь |